# Kaspersky Lab
Kaspersky Lab – rosyjskie przedsiębiorstwo założone w 1997 roku, zajmujące się tworzeniem oprogramowania zabezpieczającego komputery, m.in. oprogramowania antywirusowego.
Nazwa przedsiębiorstwa pochodzi od nazwiska współzałożyciela – Jewgienija Kaspierskiego.

## Działalność
Kaspersky Lab to międzynarodowa grupa działająca w niemal 200 krajach i terytoriach na całym świecie. Siedziba firmy znajduje się w Moskwie, w Rosji, natomiast holding jest zarejestrowany w Wielkiej Brytanii. Kaspersky Lab zatrudnia obecnie ponad 3000 pracowników. Firma posiada 33 przedstawicielstwa w 30 krajach. Polskie przedstawicielstwo firmy rozpoczęło działalność w 2000 roku.
Kaspersky Lab posiada około 120 globalnych umów partnerskich oraz OEM.

## Produkty

### Produkty dla korporacji
W 1999 r. Kaspersky Lab, jako pierwsza firma na rynku, zaprezentował zintegrowane oprogramowanie antywirusowe dla stacji roboczych, serwerów plików oraz serwerów aplikacji działających pod kontrolą systemów operacyjnych Linux/FreeBSD. Obecnie firma oferuje rozwiązania bezpieczeństwa dla większości popularnych systemów operacyjnych. Produkty Kaspersky Lab mają na celu realizację wymagań stawianych rozwiązaniom bezpieczeństwa przez firmy, korporacje i organizacje rządowe, w tym: wysoka skuteczność w wykrywaniu zagrożeń, skalowalność ochrony wraz ze zmieniającymi się warunkami, kompatybilność z różnymi platformami, wysoka wydajność, niski współczynnik błędów, łatwość użytkowania oraz wysoka wartość.
Cechą produktów korporacyjnych Kaspersky Lab jest scentralizowane zarządzanie realizowane za pomocą konsoli Kaspersky Security Center, która umożliwia administrowanie bezpieczeństwem całej sieci firmowej, niezależnie od liczby i rodzaju użytkowanych platform.

### Kaspersky Endpoint Security for Business
Kaspersky Endpoint Security for Business jest platformą oferującą narzędzia i technologie pozwalające na obserwowanie, kontrolowanie i zapewnianie ochrony wszelkim punktom końcowym działającym w firmowej infrastrukturze IT. Wszystkie technologie i narzędzia są dostępne w czterech warstwach, z których każda kolejna dodaje nowe funkcje ochrony przed cyberzagrożeniami. Warstwa pierwsza – Core – obejmuje technologie antywirusowe Kaspersky Lab. Kolejne warstwy – Select oraz Advanced – oferują dodatkowo narzędzia kontroli punktów końcowych oraz szyfrowanie. Ostatnia warstwa – Total – zapewnia kompletną ochronę sieci firmowej, łącznie z serwerami poczty, WWW i współpracy. Ochrona na każdym z tych poziomów jest wspierana chmurą Kaspersky Security Network oraz konsolą administracyjną Kaspersky Security Center.
Kaspersky Endpoint Security for Business obejmuje także rozwiązania ochrony ukierunkowanej, które mogą być dodawane do wszystkich warstw:
- Kaspersky Security for File Servers
- Kaspersky Security for Mobile
- Kaspersky Systems Management
- Kaspersky Security for Virtualization
- Kaspersky Security for Storage
- Kaspersky Security for Collaboration
- Kaspersky Security for Mail
- Kaspersky Security for Internet Gateways

### Kaspersky Security Center
Pozwala organizacjom posiadającym sieci komputerowe dowolnego rozmiaru, od kilku maszyn po rozproszone sieci o złożonej strukturze administracyjnej, zaimplementować elastyczny, skalowalny model zarządzania ochroną IT. Łatwa instalacja i minimalny czas wymagany na zarządzanie systemem ochrony przy użyciu Kaspersky Security Center pomagają znacząco zmniejszyć całkowity koszt posiadana rozwiązań bezpieczeństwa firmy Kaspersky Lab.

## Produkty dla małych firm

### Kaspersky Small Office Security
Powstał z myślą o małych przedsiębiorstwach i oferuje ochronę dla komputerów i serwerów, która charakteryzuje się przystępną ceną, szybkością działania oraz łatwą instalacją, konfiguracją i użytkowaniem. Użytkownik może zarządzać całą swoją siecią firmową za pośrednictwem jednego komputera – bez opuszczania biurka może wykonać wszystkie zadania niezbędne do zapewnienia bezpieczeństwa reputacji firmy oraz poufnych informacji.

## Produkty dla użytkowników indywidualnych

### Kaspersky Internet Security – Multi-Device
Multi-device to uniwersalne, oparte na jednej licencji rozwiązanie zapewniające ochronę komputerów PC, komputerów Mac oraz smartfonów i tabletów z systemem Android. Kaspersky Internet Security jest zoptymalizowany dla poszczególnych platform. Niezależnie od urządzenia, z którego użytkownik korzysta do obsługi bankowości online, zakupów internetowych, przeglądania stron lub sieci społecznościowych, Kaspersky Internet Security multi-device zapewnia pełne bezpieczeństwo. W skład rozwiązania Kaspersky Internet Security multi-device wchodzą następujące produkty: Kaspersky Internet Security 2014, Kaspersky Internet Security for Mac oraz Kaspersky Internet Security for Android.

### Kaspersky Internet Security
Sztandarowy produkt firmy przeznaczony dla użytkowników indywidualnych. Zapewnia ochronę komputerów osobistych przed wszystkimi zagrożeniami internetowymi. Rozwiązanie chroni także tożsamość online, pieniądze i krytyczne dane użytkownika oraz oferuje moduł kontroli rodzicielskiej, monitorujący aktywność dzieci w internecie.

### Kaspersky Anti-Virus
Innym popularnym rozwiązaniem z tej linii produktów jest Kaspersky Anti-Virus, który opiera się na technologiach antywirusowych zapewniających podstawową ochronę przed szkodliwym oprogramowaniem. Produkt zawiera również system automatycznej ochrony aplikacji wykorzystywanych przez miliony użytkowników na całym świecie.

## Pozycja na rynku
Kaspersky Lab jest pozycjonowany jako jeden z czterech czołowych producentów rozwiązań bezpieczeństwa dla użytkowników punktów końcowych.

### Osiągnięcia globalne
- 4 miejsce w zestawieniu dla rynku bezpieczeństwa punktów końcowych (użytkownicy indywidualni i korporacje) (IDC, 2012)[a].
- Trzeci pod względem wielkości na świecie producent na rynku rozwiązań bezpieczeństwa dla indywidualnych użytkowników końcowych (IDC, 2012).
- Trzecie miejsce w segmencie „pakiety bezpieczeństwa” na rynku rozwiązań bezpieczeństwa dla korporacyjnych punktów końcowych (IDC, 2012).
- Tytuł ‘Lidera’ w zestawieniu Gartner Magic Quadrant for Endpoint Protection Platform[a].
- Tytuł ‘Lidera’ w zestawieniu IDC MarketScape: Western Europe Enterprise Endpoint Security 2012 Vendor Analysis (doc #IS01V, marzec 2013)[5].
- Jeden z „liderów” zestawienia rozwiązań bezpieczeństwa punktów końcowych stworzonego przez organizację Forrester Research Inc.[6]

### Osiągnięcia regionalne
- Drugi co do wielkości producent oprogramowania bezpieczeństwa na europejskim rynku detalicznym[7].
- Drugie miejsce pod względem poziomu sprzedaży detalicznej (USD) oprogramowania bezpieczeństwa w Stanach Zjednoczonych[8].

W połowie lat 90. Jewgienij Kaspierski zainicjował i stworzył bazę wiedzy online, która gromadziła, kategoryzowała i dzieliła publicznie wiedzę ekspercką. Ten zasób online nosi nazwę Securelist i jest niekomercyjnym serwisem z dziedziny bezpieczeństwa IT. W serwisie publikowane są analizy Kaspersky Lab oraz wyniki najnowszych badań zaawansowanych cyberzagrożeń. W ramach serwisu swoje treści publikuje ponad 70 ekspertów z Kaspersky Lab.
Kaspersky Lab angażuje się w międzynarodowe działania sponsorskie. Do sponsorowanych przez firmę organizacji oraz osób należą m.in. Scuderia Ferrari Formula One Racing Team, ekspedycje podróżnicze, sportowcy i drużyny sportowe na całym świecie.

## Bezpieczeństwo
W marcu 2015 agencja prasowa Bloomberg oskarżyła Kasperskiego o bliskie związki z rosyjskim wojskiem i wywiadem.
Kasperski nazwał artykuł „sensacjonalistycznym” i winnym „wykorzystywania paranoi”, by „zwiększyć czytelnictwo”, lecz nie odniósł się wprost do tego, czy oskarżenia te są prawdziwe, czy nie.
Od 2017 r. oprogramowanie Kaspersky Lab jest zakazane w systemach federalnych USA. Ostrzeżenia przed zagrożeniem stwarzanym przez produkty Kaspersky Lab zostały wydane również przez organy cyberbezpieczeństwa USA, Unii Europejskiej, Wielkiej Brytanii, Niemiec, Włoch, Holandii i Litwy.
W roku 2024 kierownictwo firmy zostało objęte sankcjami W USA w związku ze współpracą z wojskiem i służbami Rosji.